# Doux (Deux-Sèvres)
Doux è un comune francese di 247 abitanti situato nel dipartimento delle Deux-Sèvres nella regione della Nuova Aquitania.

## Società

### Evoluzione demografica
Abitanti censiti